# Eke Uzoma
Eke Uzoma (Lagos, 1989. augusztus 11. –) nigériai magyar labdarúgó.

## Pályafutása

### Klubcsapatban

#### Freiburg
Uzoma hazájában, az Eleme Unitedben kezdte pályafutását, majd tizenöt éves korában került Németországba (menekült státusszal) az Alemannia Müllheimhez. 2005 decemberében az SC Freiburg labdarúgó akadémiájának tagja lett, ahol először csatárként játszott, majd később került hátrébb a középpályás sorba, majd a védelembe. 2007 szeptemberében a Freiburg edzője, Robin Dutt lehetőséget adott neki az első csapatban is, Uzoma pedig nagyszerű teljesítményt nyújtott a Hoffenheim elleni bajnokin, aminek következtében hosszútávú szerződést kötöttek vele. A 2007-2008-as idény szünetében a Kicker sportmagazin a Bundesliga 2. harmadik legjobb védőjátékosának választotta Daniel Gunkel és Patrick Paauwe mögött. A következő szezonban kevesebb lehetőséget kapott a Johannes Flum, Julian Schuster védőpáros mellett, de az élvonalba feljutó csapatban két szezon alatt így is pályára lépett 50 bajnoki találkozón.  Első Bundesliga szezonjában sérülések is hátráltatták, csak kiegészítő játékos volt, de így is ő lett 2009. október 24-én a Bundesliga 5000. debütáló játékosa. 2010 nyarán az 1860 Münchenhez került kölcsönbe.

#### 1860 München és Bielefeld
Fél szezon alatt hat alkalommal szerepelt a kisebbik müncheni csapatban, akik kölcsönszerződése végén végleg megvásárolták a Freiburgtól. 2011-ben kölcsönben tíz bajnoki játszott az Arminia Bielefeldben is. 2011 nyarán az Uzoma visszatért Münchenbe, de edzője, Reiner Maurer nem tervezett vele hosszútávra, így 2012 nyarán távozott a TSV 1860-tól.

#### Pécsi MFC és Sandhausen
2012 júliusában Uzoma Magyarországra szerződött és két és féléves szerződést írt alá az első osztályú Pécsi Mecsek FC-vel. A 2012-2013-as szezonban, valamint az azt követő idény első felében játszott Pécsett, ezalatt az idő alatt 43 bajnokin egyszer volt eredményes. 2014 júniusában visszatért Németországba, és aláírt a másodosztályú Sandhausenhez. A német csapatban fél év alatt mindössze egy bajnokin játszott, így 2014 nyarán visszatért a Pécshez, amellyel kétéves szerződést írt alá. Az ezt követő időszakban 21 bajnokin egy gólt szerzett a magyar élvonalban, majd 2015 nyarán a szerb Szpartak Szubotica játékosa lett.

#### Újra Németországban, majd Magyarországon
Uzoma fél szezon alatt tíz bajnokit játszott a szerb élvonalban, ezt követően pedig a német alsóbb osztályú Chemnitzer és Berliner AK csapataiban folytatta pályafutását, 2017 nyarán pedig visszatért a magyar első osztályba, az akkor feljutó Balmazújvároshoz. A Balmaz színeiben 33 bajnokin lépett pályára a 2017–2018-as szezonban, majd miután csapata kiesett a másodosztályba, a Budapest Honvéd játékosa lett.

## Sikerei, díjai
SC Freiburg U19
- U19-es német labdarúgó-bajnokság: 2007–08

 SC Freiburg
- Bundesliga 2: 2008–09

 Budapest Honvéd
- Magyar Kupa-győztes: 2019–20